# هنري ودهاوس
هنري ودهاوس (بالإنجليزية: Henry Woodhouse)‏ هو كاتب أمريكي، ولد في 1884، وتوفي في 1970.